# 劉哮波
劉哮波（1984年1月16日—），中國男子跆拳道運動員，北京出生。

## 生涯
劉哮波於2001年在北京什刹海體育學校接受跆拳道訓練，教練聖春樹。幾個月後，他進入北京隊，姚強為他的教練。3年後，他入選國家青年隊，魯凡是他這一年的教練。2005年，他晉升至國家一隊，教練也是姚強。
同年，劉哮波在南京舉行的十運會跆拳道項目中的男子84公斤級以上小項，他先後淘汰了全國排名首三的對手，並在決賽中擊敗浙江對手朱峰，使北京隊增添一面金牌。隨後11月的東亞運動會，他在男子80公斤級以上小項的決賽中以9:5戰勝南韓對手，奪得中國隊於該屆賽事的唯一一面跆拳道金牌。
翌年，劉哮波贏得了全國錦標賽的冠軍，而在8月的中國公開賽中，劉在男子80公斤級以上小項決賽，他以0:3不敵南韓對手，取得銀牌。同年的伊朗公開賽，他仿得到第三。隨後的多哈亞運中，他取得一面銅牌。
2007年5月，劉哮波參與在北京進行的世界錦標賽中，在八強以4分的落後被淘汰出局。
2008年夏季奥林匹克运动会的跆拳道比賽中，劉哮波在男子80公斤以上級比賽取得第五名。
2012年，刘哮波代表中国出戰英國倫敦舉行的奥林匹克运动会跆拳道比賽男子80公斤級以上賽事，在2012年8月11日举行的伦敦奥运会跆拳道男子80公斤级半决赛里，他以5:6的成绩不敌意大利选手卡洛·莫尔费塔，无缘决赛最终获得铜牌。